# Allium afghanicum
Allium afghanicum — вид рослин з родини амарилісових (Amaryllidaceae); поширений у Афганістані.

## Поширення
Поширений у Афганістані.